# Јасић
Јасић (алб. Jasiq) је ненасељено место у општини Дечани, на Косову и Метохији. Према попису становништва из 2011. насеље више нема становника.

## Положај
На основу члана 16. Закона о територијалној организацији Републике Србије, ненасељено место Јасић припада општини Дечани. Међутим, од октобра 2008. Јасић улази у састав општине Јуник, која је формирана од стране привремених органа самоуправе тзв. „Републике Косово“.

## Становништво
Према званичним пописима, Јасић је имао следећи број становника:
| Демографија | Демографија | Демографија |
| Година      | Становника  | Становника  |
| ----------- | ----------- | ----------- |
| 1948.       | 231         |             |
| 1953.       | 376         |             |
| 1961.       | 190         |             |
| 1971.       | 251         |             |
| 1981.       | 295         |             |
| 1991.       | 306         |             |
| 2011.       | 0           |             |